# 거친선
거친선(linea aspera) 또는 조선(粗線)은 넙다리뼈 몸통의 뒷면에 있는 두 개의 선으로 이루어진 능선으로, 표면이 거칠어져 있다. 여러 근육과 근육사이막이 붙는 장소 역할을 한다.
거친선은 넙다리뼈의 중간 1⁄3에 위아래로 나 있다. 안쪽선(medial lip, 내측순)과 가쪽선(lateral lip, 외측순)으로 갈라져 있다. 엉덩관절 모음근과 가쪽사이막, 안쪽사이막이 닿는 지점이 된다. 두 근육사이막에 의해 넓적다리는 세 개의 근막칸으로 나누어진다. 근육들에 의해 뼈에 가해지는 장력은 거친선 형성에 일조한다.

## 구조

### 위쪽
위쪽에서 거친선은 세 개의 능선으로 이어진다.
- 가쪽능선(lateral ridge)은 매우 거칠며, 큰돌기의 바닥을 향해 거의 수직으로 나 있다. 이를 볼기근거친면이라고 하며, 큰볼기근 일부가 여기 붙는다. 가쪽능선의 윗부분은 종종 거친 능선까지 확장되어, 둥근 결절 모양을 형성하면서 간혹 셋째돌기가 만들어지기도 한다.
- 중간능선(intermediate ridge)은 두덩근선이라고도 하며, 작은돌기의 바닥으로 계속되며 두덩근이 여기에 붙는다.
- 안쪽능선(medial ridge)은 돌기사이선에서 소실되며, 중간능선과 안쪽능선 사이에는 엉덩근 일부가 닿는다.

### 아래쪽
아래쪽에서 거친선은 두 개의 능선으로 이어진다. 이 두 능선 사이의 삼각형 모양 영역은 오금면(popliteal surface, 슬와면)이라고 하며, 오금동맥이 이 부분에 놓여 있다.
- 두 능선 중 가쪽능선은 안쪽능선보다 더 두드러지며, 가쪽관절융기 꼭대기까지 내려간다.
- 안쪽능선은 보다 희미하며, 안쪽능선의 위쪽에서는 넙다리동맥이 가로지른다. 안쪽관절융기 꼭대기 바로 아래의 작은 돌출부인 모음근결절에서 끝난다. 큰모음근의 힘줄이 모음근결절에 와서 붙는다.

## 기능
여러 가지 근육이 거친선에 붙는다.
- 거친선의 안쪽선과 그 위아래에서 안쪽넓은근이 기시한다.
- 거친선의 가쪽선과 그 위쪽에서 가쪽넓은근이 기시한다.
- 큰모음근도 거친선에 닿는다.
- 가쪽넓은근과 큰모음근 사이에서 다음 두 근육이 붙는다.
  - 큰볼기근은 위쪽에 닿는다.
  - 넙다리두갈래근 짧은갈래가 아래쪽에서 기시한다.
- 큰모음근과 안쪽넓은근 사이에서 네 근육이 닿는다.
  - 위쪽에는 엉덩근과 두덩근
  - 아래쪽에는 짧은모음근과 긴모음근

거친선의 중간에서 약간 아래쪽에는 영양관이 관통하며, 영양관은 비스듬히 위쪽으로 향한다.

## 추가 이미지

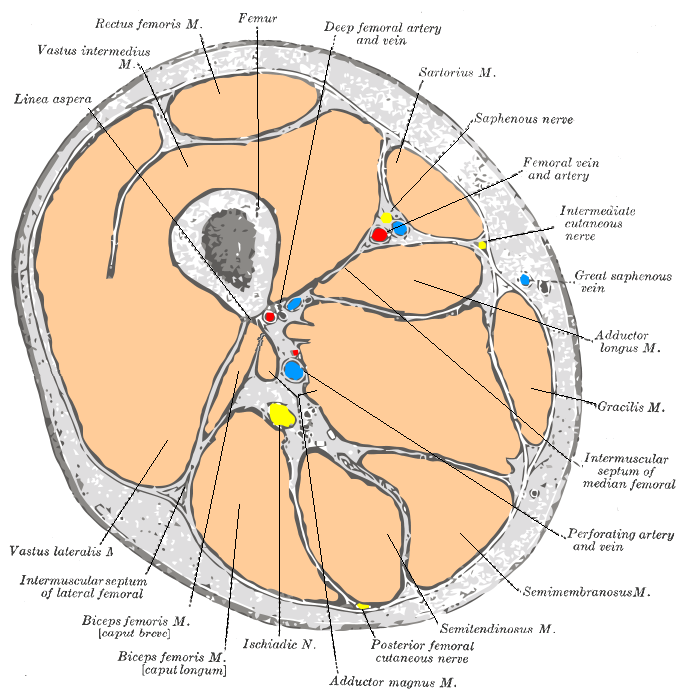
넓적다리 중간 높이에서의 단면

## 참고 문헌
이 문서는 현재 퍼블릭 도메인에 속하는 그레이 해부학 제20판(1918) page 246의 내용을 기초로 작성된 글이 포함되어 있습니다.
1. 1 2  White, Tim D.; Black, Michael T.; Folkens, Pieter A. (2012년 1월 1일),  White, Tim D.; Black, Michael T.; Folkens, Pieter A., 편집., “Chapter 12 - Leg: Femur, Patella, Tibia, and Fibula”, 《Human Osteology (Third Edition)》 (영어) (San Diego: Academic Press), 241–270쪽, doi:10.1016/b978-0-12-374134-9.50012-x, ISBN 978-0-12-374134-9, 2021년 2월 18일에 확인함